# Igor Entrala
Igor Entrala Jiménez (Santiago, 11 de septiembre de 1931-20 de noviembre de 2022) fue un periodista chileno. Trabajó en prensa escrita, radio y televisión.

## Biografía
En agosto de 1965 creó El juego de la verdad, uno de los primeros programas políticos emitidos en la televisión chilena, que se mantuvo al aire hasta 1973 (habiendo sido trasladado al Canal 6 en julio de ese año debido al conflicto generado por la toma de Canal 9 y cambiando el nombre del programa a Ojo político).
Durante la misma década de 1960, fue director periodístico en Radio Cooperativa, donde realizó programas como Tribuna política y Comentarios políticos. También fue director de la revista 7 Días entre el 4 de diciembre de 1964 y el 19 de marzo de 1965.
En 1989 Entrala fue conductor de La hora de..., uno de los primeros foros políticos emitidos por TVN desde el Golpe de Estado de 1973. Renunció a dicho programa en septiembre de ese mismo año acusando censura por parte del Gobierno al no poder incluir a todas las tendencias políticas.
Posteriormente retornó a TVN para realizar el foro político Sin protocolo desde 1990 hasta 1992. Entre 1991 y 1994 realizó el programa de entrevistas Mano a mano, en 1995 realizó el programa Vox Populi y en 1997 fue conductor del programa político Visto bueno en La Red. Falleció el 20 de noviembre de 2022 a los 91 años.